# 马罗勒 (卡尔瓦多斯省)
马罗勒（法語：Marolles，法語發音：[maʁɔl] ⓘ）是法国卡尔瓦多斯省的一个市镇，属于利雪区。

## 地理
马罗勒（49°8'18"N, 0°22'20"E）面积12.22 平方千米，位于法国诺曼底大区卡爾瓦多斯省，该省份为法国西北部沿海省份，北濒大西洋英吉利海峡，东北与滨海塞纳省以海上边界相接，东临厄尔省，南至奧恩省，西与芒什省接壤。
与马罗勒接壤的市镇（或旧市镇、城区）包括：科尔德比格勒、库尔通拉默尔德拉克、菲尔福勒、菲米雄、洛泰勒里、乌伊迪乌莱、拉沙佩勒阿朗、皮安库尔、蒂贝维尔。

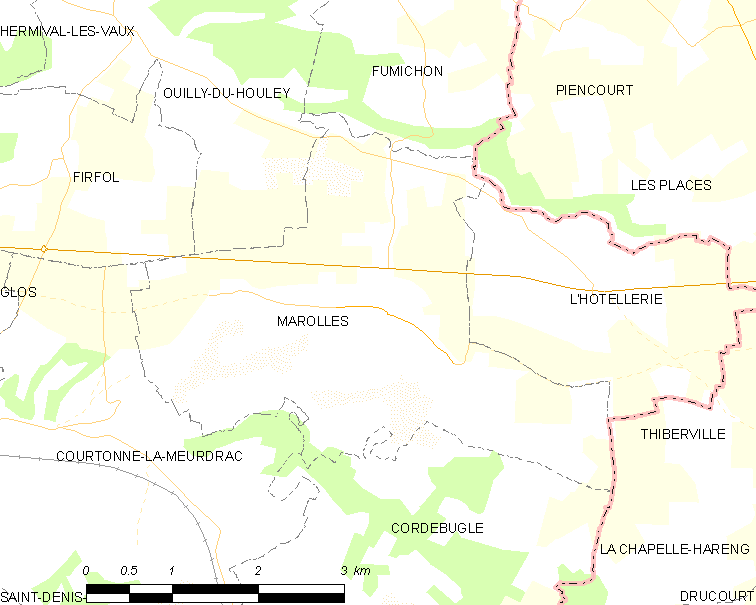
的OSM定位图

马罗勒的时区为UTC+01:00、UTC+02:00（夏令时）。

## 行政
马罗勒的邮政编码为14100，INSEE市镇编码为14403。

## 政治
马罗勒所属的省级选区为利雪县。

## 人口

1962-2008年间人口变化图示

马罗勒于2022年1月1日时的人口数量为737人。